# Nikolaj Anikin
Nikolaj Petrovitj Anikin (ryska: Николай Петрович Аникин), född 25 januari 1932 i Isjim (Ryssland), död 14 november 2009 i Duluth (Minnesota), sovjetisk längdåkare som tävlade under 1950- och 1960-talet. Hans största merit är ett olympiskt guld på 4 x 10 km i Cortina d'Ampezzo 1956.